# NAVTEX

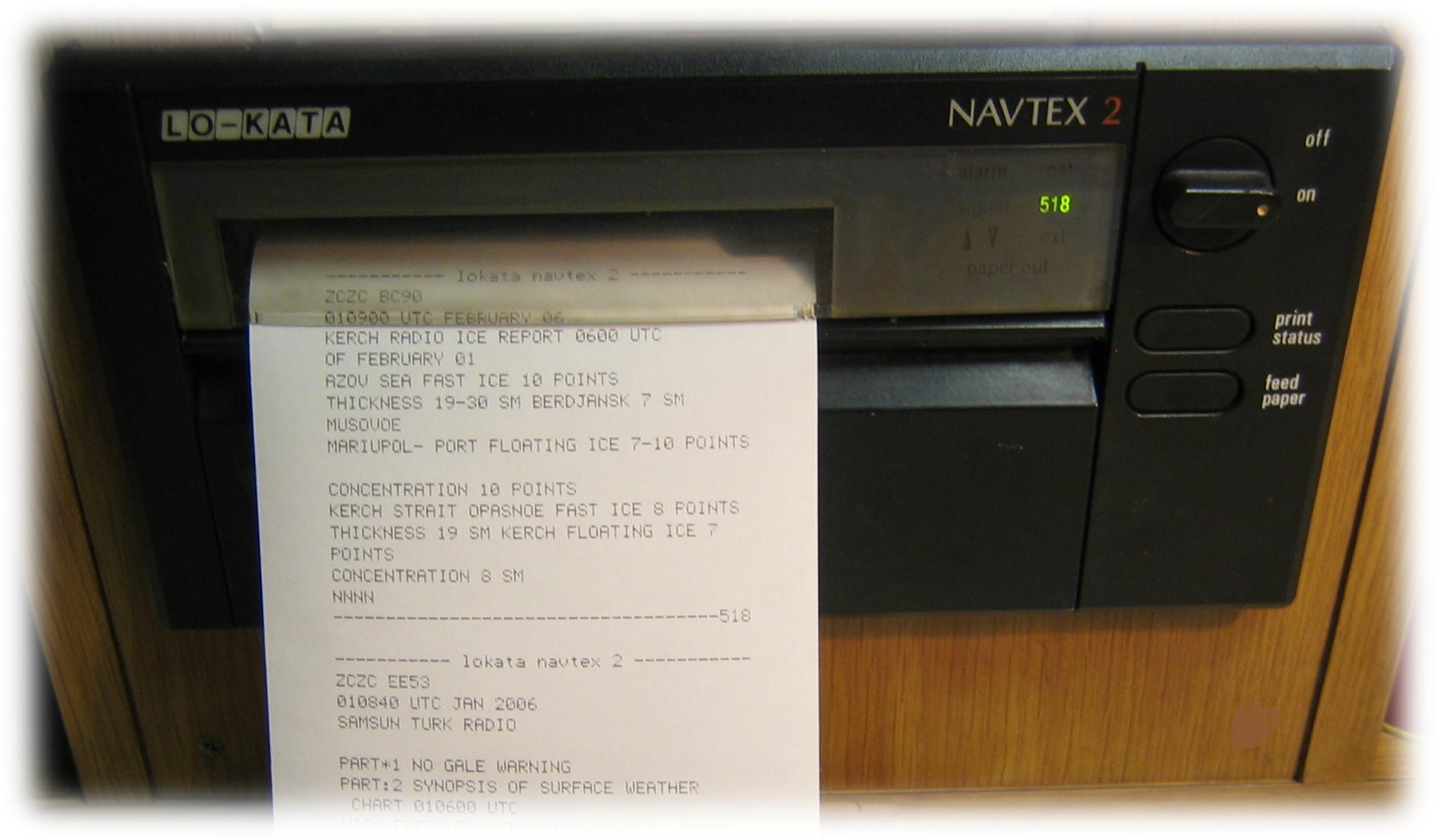
Navtex 2

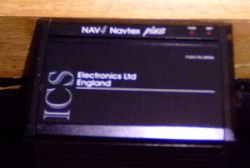
Navtex 4 plus

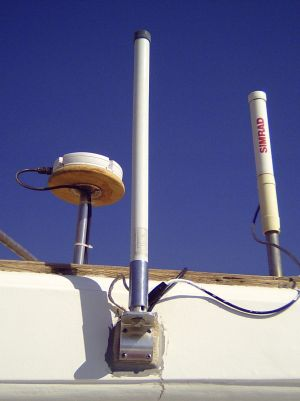
Navtex-Antenne (Mitte)

NAVTEX („NAVigational TEXt Messages“ – früher auch als „NAVigational Warnings by TEleX“ bezeichnet) dient in der Seefahrt weltweit zum Verbreiten von Sicherheits- und Wetterinformationen (Maritime Safety Information) und ist ein Teildienst des weltweiten Global Maritime Distress and Safety Systems (GMDSS).
Nachrichten werden mit dem fehlerkorrigierenden Funkfernschreibverfahren SITOR-B auf der Frequenz 518 kHz in englischer Sprache und in einigen Ländern auch auf den Frequenzen 490 kHz sowie 4209,5 kHz in Landessprache verbreitet. Auf den nationalen Frequenzen 424 kHz und 486 kHz übertragen japanische und chinesische Sender NAVTEX-Meldungen in japanischer und chinesischer Sprache.

## Geschichte
Vor der Einführung des NAVTEX-Systems erfolgte der Empfang von Wetter- und Navigationswarnungen auf See meist über Sprachaussendungen von Küstenfunkstellen zu festgelegten Zeiten. Der Empfang und die Aufnahme der Meldungen erfolgte manuell, sodass der Zeitpunkt zum Abhören einer Aussendung leicht verpasst werden konnte. Es wurde daher Technik entwickelt, um Wetter- und Navigationswarnungen in schriftlicher Form an automatisch arbeitende Empfänger übertragen zu können.
Im Jahr 1977 fand in Schweden eine erste Erprobung einer NAVTEX-Installation statt. Kurz darauf nahmen Ostsee-Anrainer im Jahre 1979 mit der NAVAREA 1 das erste NAVTEX-Netzwerk in Betrieb. Mit der Resolution A.617(15) aus dem Jahre 1987 wurde NAVTEX Teil des GMDSS. Seit dem Jahr 1993 besteht für Schiffe über 300 Tonnen BRZ sowie Passagierschiffe eine NAVTEX-Empfänger-Ausrüstungspflicht. NAVTEX-Empfänger sind heutzutage kompakt und preisgünstig und sind häufig auch auf nicht-ausrüstungspflichtigen Booten und Schiffen anzutreffen.

## Stationen und Navareas
Für die Aussendung der Informationen ist die Welt in 21 „Navareas“ (international festgelegte Seewarngebiete) eingeteilt. In den Navareas sind die einzelnen Sender mit Buchstaben von A bis Z bezeichnet (auf der nördlichen Halbkugel von Nord nach Süd). Stationen in einer Area senden nacheinander, um gegenseitige Störungen zu vermeiden. Die Reichweite beträgt bis zu 600 Seemeilen. Die Koordination der NAVTEX-Stationen erfolgt durch die Internationale Seeschifffahrts-Organisation.
Siehe Tabelle: Navtex-Stationen
Dort findet sich auch eine Weltkarte mit den Navareas. Erfasst sind die NAVTEX-Stationen, mit Kennung, genauer Position, Frequenzen, Sendezeiten und Reichweiten, geordnet nach Navareas.
Am 29. August 2006 hat der Deutsche Wetterdienst einen neuen NAVTEX-Sender in der Sendeanlage Pinneberg offiziell in Betrieb genommen. Pinneberg ist die einzige deutsche Station und versorgt die gesamte deutsche Küste und Teile der Nord- und Ostsee. Meldungen für die deutschen Ostseegebiete in englischer Sprache werden vom Sender Gislövshammar in der Nähe der schwedischen Ortschaft Skillinge ausgesendet.

## Stationen einstellen
Im Display eines NAVTEX-Empfangsgeräts erscheinen alle Stationen als Kennbuchstaben A bis Z. Jede Station kann abgewählt und so eine individuelle Auswahl erstellt werden, z. B.: „AbcdefGHIijklmnopqrStuvwXYZ“ (Großbuchstabe = ein, Kleinbuchstabe = aus).

## Meldungsarten einstellen
| Meldungsart | Bedeutung                                             |
| ----------- | ----------------------------------------------------- |
| A           | Navigationswarnungen                                  |
| B           | Meteorologische Warnungen                             |
| C           | Eisberichte                                           |
| D           | SAR-Meldungen                                         |
| E           | Wettervorhersagen                                     |
| F           | Lotseninformationen                                   |
| G           | AIS-Informationen (früher Decca-Warnungen)            |
| H           | LORAN-Warnungen                                       |
| I           | OMEGA-Warnungen                                       |
| J           | Satellitennavigations-Warnungen, z. B. GPS-Warnungen  |
| K           | Warnungen für andere elektronische Navigationssysteme |
| L           | Weitere Navigationswarnungen                          |
| M–U         | Nicht verwendet                                       |
| V–Y         | Spezialdienste                                        |
| Z           | Es liegen keine Meldungen vor                         |

Alle Meldungsarten werden nacheinander übertragen. Im Display erscheinen alle Meldungsarten als Kennbuchstaben A bis Z. Jede Meldungsart kann abgewählt und so eine individuelle Auswahl erstellt werden, z. B.: „ABcDEfghijkLmnopqrstuvwxyz“ (Großbuchstabe = ein, Kleinbuchstabe = aus). A, B, D und L werden immer ausgegeben. E (Wettervorhersage) gehört ebenfalls zu den unerlässlichen Daten.

## Aufbau einer NAVTEX-Meldung
Der Aufbau der Meldung kann im Einzelnen von dem Beispiel unten abweichen. Die erste und die letzte Zeile sind aber auf jeden Fall immer gleich aufgebaut.
| Zeile | Meldung                                   | Erklärung |
| ----- | ----------------------------------------- | --- |
| 1     | ZCZC PA09                                 | Jede NAVTEX-Meldung beginnt mit den Buchstaben ZCZC. Darauf folgt die Meldungskennung (PA09). - Der erste Buchstabe der Meldungskennung dient zur Identifikation der Sendestation. - Im zweiten Buchstaben ist die Meldungsart verschlüsselt, hier NAVIGATIONAL WARNING (Navigationswarnungen). Die letzten beiden Ziffern der Meldungskennung (09) sind eine laufende Nummer. Die Nummer 00 hat eine Sonderstellung. Sie ist für Seenotmeldungen reserviert. |
| 2     | NETHERLANDS COASTGUARD                    | Identifikation der Sendestation: Sie ist in diesem Fall NETHERLANDS COASTGUARD (P). |
| 3     | NAVIGATIONAL WARNING NR. 9 172128 UTC AUG | NAVTEX-Meldungen haben einen Zeitstempel. (172128 UTC AUG) bedeutet: 17. August des aktuellen Jahres, 21:28 UTC. Der Zeitstempel bezieht sich auf das Datum, an dem die Nachricht erstellt wurde, und nicht auf die Zeit der Ausstrahlung. |
| 4     | PLATFORM L10-G 53-29.4N 004-11.7E UNLIT   | Meldungsinhalt Hier eine Meldung über ein Hindernis (Plattform) mit Positionsangabe und Detail (Defekte Beleuchtung). |
| 5     | NNNN                                      | Die Meldung wird mit NNNN abgeschlossen. |

## Wettervorhersage
| Meldung | Erklärung |
| --- | --- |
| ZCZC JE92 Error Rate= 0,0 % 170500 UTC MAY SWEDISH WEATHER SHIPPING WEATHER SUMMARY FROM HIGH IN GREENLAND RIDGE OF HIGH SOUTHEASTWARDS TO SWEDEN, WEAK AREA OF LOW OVER WEST_EUROPE: LOW NORTHWEST OF LOFOTEN ISLANDS LATER TODAY DEEPENING. GALEWARNINGS NIL FORECAST VALID 24 HOURS SKAGERRAK; KATTEGAT; THE SOUND: AROUND EAST 3-7 M/S SOMEWHAT INCREASING; IN WESTERN PART OF SKAGERRAK DURING DAY AROUND 10. MAINLY GOOD VIS, IN SKAGERRAK AT TIMES SOME RAIN. THE BELTS; WESTERN BALTIC: Belt, EASTERLY 7-11. GOOD VIS. NNNN | Beginnzeichen, Sender/Art/Laufnummer und Fehlerrate 17ter um 0500 UTC, Mai schwedische Seewettervorhersage Wetterlage Vom Hoch über Grönland Hochdruckbrücke Richtung Südost bis Schweden, schwaches Tief über Westeuropa: Tief nordwestlich der Lofoten, später am Tag vertiefend. Sturmwarnungen keine (wörtlich „nichts“) Vorhersage gültig für 24 Stunden Skagerrak; Kattegat; Sund: Winde um Ost 3–7 m/s, etwas zunehmend; im westlichen Teil des Skagerrak während des Tages um 10 überwiegend gute Sicht, Skagerrak zeitweise etwas Regen. Belte; westliche Ostsee: Belt, östliche Winde 7–11 (kn, da ohne m/s), gute Sicht Endezeichen |

### Meteorologische Ausdrücke
In NAVTEX-Meldungen werden zur besseren Verständigung international festgelegte Fachausdrücke verwendet. Siehe Liste Meteorologische Ausdrücke in Deutsch, Englisch, Spanisch und Französisch.
Nullmeldungen, im Sinne von „keine Meldung vorliegend“, werden mit NIL bezeichnet.

## Technik
NAVTEX-Sender übermitteln Nachrichten im SITOR-B-Verfahren im Sendebereich der Mittelwelle auf 518 kHz einheitlich auf Englisch und auf 490 kHz in der jeweiligen Landessprache. Für Gebiete, in denen die Mittelwelle durch atmosphärische Störungen beeinträchtigt ist, kann auf die Kurzwellenfrequenz 4209,5 kHz ausgewichen werden. Bei der Übertragung wird eine 100-Baud-Frequenzumtastung (FSK-Modulation) mit einem Frequenzshift von 170 Hz eingesetzt.
NAVTEX-Stationen senden in einem 4-Stunden-Zyklus in zehnminütigen Zeitfenstern. Durch den erzielten Zeitversatz können mehrere Stationen dieselbe Frequenz benutzen, ohne dass es zu gegenseitigen Störungen kommt, ausgenommen davon sind Notfallmeldungen, diese werden sofort versandt. Die Sendeleistung der Stationen ist jeweils auf ein nötiges Minimum begrenzt, so dass es insbesondere in der Nacht nicht zur Störung zwischen gleichzeitig sendenden Stationen aus verschiedenen Navareas kommt.
Der Sendebereich von NAVTEX-Stationen umfasst in der Regel 100–500 Seemeilen im Umkreis der Station. Bei günstigen meteorologischen Bedingungen kann aber auch aus wesentlich größeren Entfernungen empfangen werden.

## Geräte
- Fest installierte Empfangsstationen

Fest installierte Empfangsstationen bestehen in der Regel aus einer Aktivantenne und einem Empfänger mit Ausgabegerät. Verbreitet sind Empfänger von den Firmen ICS, Fastnet, Nasa und Furuno mit integriertem Display und/oder Drucker (mit integrierter Papierrolle).
- Black-Box-Empfänger

Ebenfalls gebräuchlich sind Black-Box-Empfänger. Diese gibt es sowohl in Ausführungen mit externer als auch mit integrierter Antenne. Black-Box-Empfänger werden über Kabel mit einem PC oder Notebook verbunden. Die Anzeige der empfangenen Daten erfolgt auf dem Bildschirm, über den dann die Daten komfortabel dargestellt und verwaltet werden können.
- Tragbare Navtex-Empfänger

Seit dem Jahr 2007 bietet die Firma Mörer Schiffselektronik tragbare Navtex-Empfänger an, die aufgrund einer integrierten Ferritstabantenne und eines LCD Bildschirms im Gerät ohne Anschluss an einen PC oder Notebook und ohne eine externe Antenne arbeiten. Die Darstellung der empfangenen Daten erfolgt auf dem integrierten LC-Display. Alle Nachrichten werden auf dem Gerät automatisch verwaltet und nach Nachrichtentyp und Empfangszeitpunkt (vgl. „Meldungsarten einstellen“, s. o.) sortiert. Zusätzlich können die Geräte über USB mit einem PC oder Notebook verbunden und die Daten auf dem Computerbildschirm angezeigt werden.
- Radiogeräte mit Mittelwellen-SSB-Empfang

Sogenannte Weltempfänger mit einem Frequenzbereich, welcher die 518 kHz abdeckt und die Auswahl des oberen Seitenbandes zulässt, können über ein einfaches Audiokabel mit einem PC oder Notebook verbunden werden.
Auf dem Computer kann mittels Software wie z. B. dem frei erhältlichen Programm YAND (Yet Another Navtex Decoder) oder dem kostenpflichtigen SeaTTY ein Navtex-Empfänger mit erheblichem Funktionsumfang realisiert werden. Der Vorteil dieser Lösung ist, dass mit dem Radio auch alle anderen empfangbaren Programme und Frequenzen gehört werden können und die Anschaffung deutlich günstiger ist als die eines Spezialgerätes.

## NAVTEX-Dekodierer
- Bonito MeteoCom, international MeteoServer
- SeaTTY (Windows/kommerziell)
- Frisnit Navtex Decoder (Windows/Mac/Linux/etc.(Java)/kostenlos)
- Winradio (Windows/kommerziell)
- MultiMode (Mac/kommerziell)
- JVComm32 (Windows/Shareware)
- JNX (Windows/Mac/Linux/etc.(Java)/Free(GPL))
- DroidNavtex for Marine (Android/kostenpflichtig)
- NAVTEX Decoder (Android/kostenpflichtig)

Beispiele der NAVTEX Anzeigen
- frisnit.com

## NAVTEX-Meldungen per Internet
Einige Organisationen speisen NAVTEX-Nachrichten in das Internet ein, so dass diese weltweit mit einem Browser abgerufen werden können; die Zuverlässigkeit der über das Internet verbreiteten NAVTEX-Nachrichten wird von den Betreibern nicht garantiert, so dass diese Information nicht ungeprüft für sicherheitsrelevante Entscheidungen benutzt werden darf:
- Deutschen Wetterdienst mit dem 490-kHz- und 518-kHz-NAVTEX-Nachrichten, empfangen in Emden und Rostock
- Meteorologischer Dienst Griechenland (Hellenic National Meteorological Service HNMS) (Maritime Bulletin)
- JCOMM (marine weather information broadcast via Inmarsat-C SafetyNET, weather.gmdss.org) Offizielle Webseite der Inmarsat-C SafetyNET Seewetterdienste
- Weltweiter Liveempfang von NAVTEX-Nachrichten (frisnit.com)
- NAVTEX Service für die Adria der kroatischen staatliche Gesellschaft für die Sicherheit der Navigation (PLOVPUT d.o.o.), mit dem Sender Split, Kennung Q